# Sur del Lago de Maracaibo
Sur del Lago de Maracaibo (abreviado frecuentemente como Sur del Lago) es una subregión que comprende el territorio de los municipios Jesús María Semprún, Catatumbo, Municipio Colón, Francisco Javier Pulgar y Sucre del estado Zulia así como los municipios Alberto Adriani, Obispo Ramos de Lora y la población de Palmarito del municipio Tulio Febres Cordero del Estado Mérida, en Venezuela. Sus mayores centros poblados son la ciudad de El Vigía en el Municipio Alberto Adriani, la cual representa su foco económico, las ciudades de Santa Bárbara del Zulia y San Carlos del Zulia del Municipio Colón y la ciudad de Caja Seca del Municipio Sucre.
Desde 1830 hasta nuestros días, estas tierras lacustres presentan un diferendo limítrofe entre los estados Zulia y Mérida, por el dominio, jurisdicción y competencia en estos territorios.

## Historia

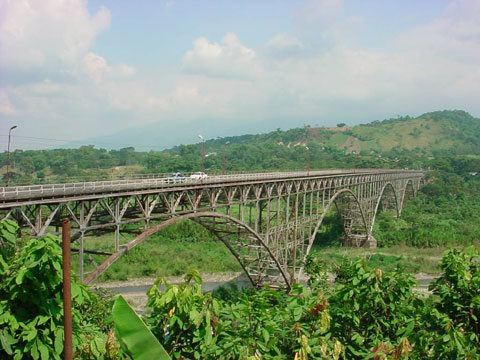
Puente Sobre el Río Chama, forma parte de la principal carretera que une esta Región con el centro del país.

Antes de la llegada de los europeos la región estaba habitada por indígenas de etnia Caribe, con tribus como los Quiriquires. En 1592 se funda Gibraltar, y la región se convirtió en una próspera zona agrícola por medio de la mano de obra esclava y que durante el siglo XVII fue blanco de la codicia de los piratas como El Olonés, Henry Morgan y Michel de Grandmont.

El sur del lago estaba bajo la jurisdicción de la Provincia de Maracaibo y formó parte de distintas divisiones administrativas de esta como el Cantón Zulia, Cantón Fraternidad, y luego los distritos Distrito Perijá, Distrito Colón y Distrito Catatumbo del estado Zulia.

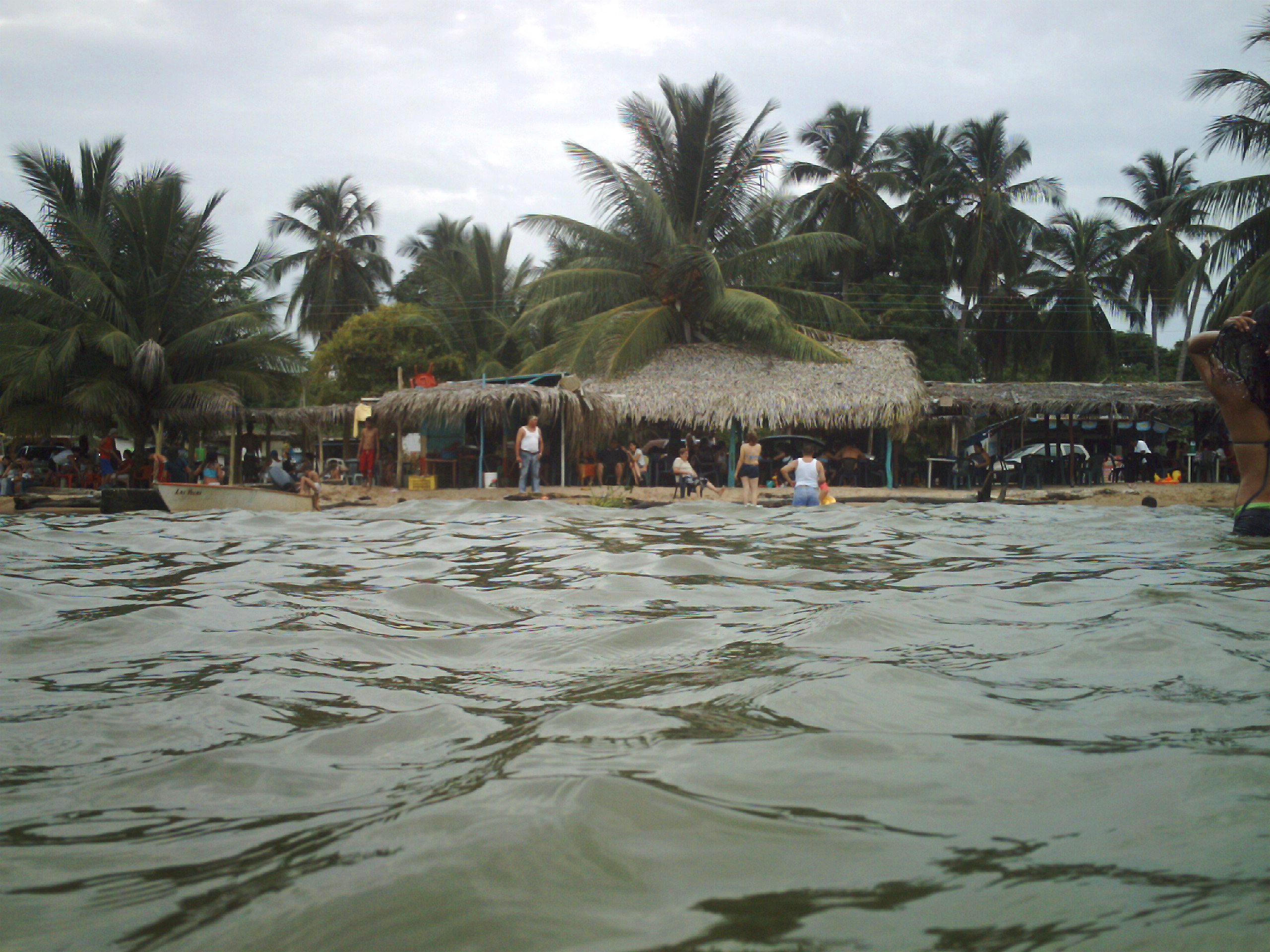
Playas de Bobures.

En 1904 se le cedió en calidad de préstamo el corredor de Palmarito al Estado Mérida, para darle una entrada al Lago de Maracaibo. En el Sur del Lago existe mucha industria agropecuaria: ganadería cárnica y láctea, y platan
ería. También puede encontrarse instalaciones petroleras y empresas de servicios. El campo del Sur del Lago de Maracaibo aún tiene una colonización reciente, pues antes de la década de 1950 sus territorios rurales eran predios baldíos, montaña y selva casi inhabitada. En aquellos años varios pioneros se adentraron a estas tierras, las desmontaron y las hicieron productivas instalando fincas e industria agropecuaria. Hoy en día el Sur del Lago es considerado la despensa de Venezuela por sus altos niveles de productividad que abastece a gran parte del país.
En diciembre de 2010, durante el tercer gobierno de Hugo Chávez, se realizaron una serie de expropiaciones en el Sur del Lago, que totalizaban unas 20.200 hectáreas en la zona, esto provocó una serie de manifestaciones por parte de los productores agrícolas afectados.

## División Político-territorial
| Bandera | Escudo | Municipio               | Capital                 | Mapa | Estado | Bandera del Estado |
| ------- | ------ | ----------------------- | ----------------------- | ---- | ------ | ------------------ |
|         |        | Alberto Adriani         | El Vigía                |      | Mérida |                    |
|         |        | Catatumbo               | Encontrados             |      | Zulia  |                    |
|         |        | Colón                   | San Carlos del Zulia    |      | Zulia  |                    |
|         |        | Francisco Javier Pulgar | Pueblo Nuevo-El Chivo   |      | Zulia  |                    |
|         |        | Jesús María Semprún     | Casigua-El Cubo         |      | Zulia  |                    |
|         |        | Obispo Ramos de Lora    | Santa Elena de Arenales |      | Mérida |                    |
|         |        | Sucre                   | Bobures                 |      | Zulia  |                    |
|         |        | Tulio Febres Cordero    | Nueva Bolivia           |      | Mérida |                    |